# 塩ノ沢町
塩ノ沢町（しおのさわちょう）は、愛知県豊田市の地名。

## 地理

### 字一覧
- 石田（いしだ）[WEB 6]
- イリ（いり）[WEB 6]
- 大曲（おおまがり）[WEB 6]
- 皿田（さらた）[WEB 6]
- 沢尻（さわしり）[WEB 6]
- 中ノ沢（なかのさわ）[WEB 6]
- ナメラ（なめら）[WEB 6]
- 二斗蒔（にとうまき）[WEB 6]
- 宮下（みやした）[WEB 6]
- 六本松（ろつぽんまつ）[WEB 6]

## 歴史

### 沿革
- 2005年（平成17年）4月1日 - 東加茂郡足助町大字塩ノ沢が合併により、豊田市塩ノ沢町となる[WEB 7]。

### 人口の変遷
国勢調査による人口および世帯数の推移。
| 1995年（平成7年）  | 14世帯 66人 |  |
| 2000年（平成12年） | 16世帯 65人 |  |
| 2005年（平成17年） | 14世帯 55人 |  |
| 2010年（平成22年） | 13世帯 52人 |  |
| 2015年（平成27年） | 13世帯 44人 |  |
| 2020年（令和2年）  | 12世帯 33人 |  |

### WEB
1. 1 2  総務省統計局 (2022年2月10日). “令和2年国勢調査の調査結果(e-Stat) - 男女別人口，外国人人口及び世帯数－町丁・字等” (CSV). 2023年8月2日閲覧。
2. ↑  “愛知県豊田市の町丁・字一覧”.   人口統計ラボ. 2024年2月26日閲覧。
3. ↑  “読み仮名データの促音・拗音を小書きで表記するもの(zip形式) 愛知県” (zip).   日本郵便 (2024年2月29日). 2024年3月26日閲覧。
4. ↑  “市外局番の一覧” (PDF).   総務省 (2022年3月1日). 2022年3月22日閲覧。
5. ↑  “ナンバープレートについて”.   一般社団法人愛知県自動車会議所. 2024年1月21日閲覧。
6. 1 2 3 4 5 6 7 8 9 10  “愛知県豊田市塩ノ沢町の住所一覧”.   ゼンリン. 2025年7月23日閲覧。
7. ↑  “愛知県豊田市の郵便番号一覧”.   日本郵便. 2024年3月3日閲覧。
8. ↑  総務省統計局 (2014年3月28日). “平成7年国勢調査の調査結果(e-Stat) - 男女別人口及び世帯数 －町丁・字等” (CSV). 2021年7月20日閲覧。
9. ↑  総務省統計局 (2014年5月30日). “平成12年国勢調査の調査結果(e-Stat) - 男女別人口及び世帯数 －町丁・字等” (CSV). 2021年7月20日閲覧。
10. ↑  総務省統計局 (2014年6月27日). “平成17年国勢調査の調査結果(e-Stat) - 男女別人口及び世帯数 －町丁・字等” (CSV). 2021年7月21日閲覧。
11. ↑  総務省統計局 (2012年1月20日). “平成22年国勢調査の調査結果(e-Stat) - 男女別人口及び世帯数 －町丁・字等” (CSV). 2021年7月21日閲覧。
12. ↑  総務省統計局 (2017年1月27日). “平成27年国勢調査の調査結果(e-Stat) - 男女別人口及び世帯数 －町丁・字等” (CSV). 2021年7月21日閲覧。